# Černousy
Černousy (do roku 1924 Černohousy; německy Tschernhausen) jsou obec na severu Čech, v okrese Liberec Libereckého kraje. Součástí obce jsou také osady Ves a Boleslav. V Černousích žije 312 obyvatel.

## Historie

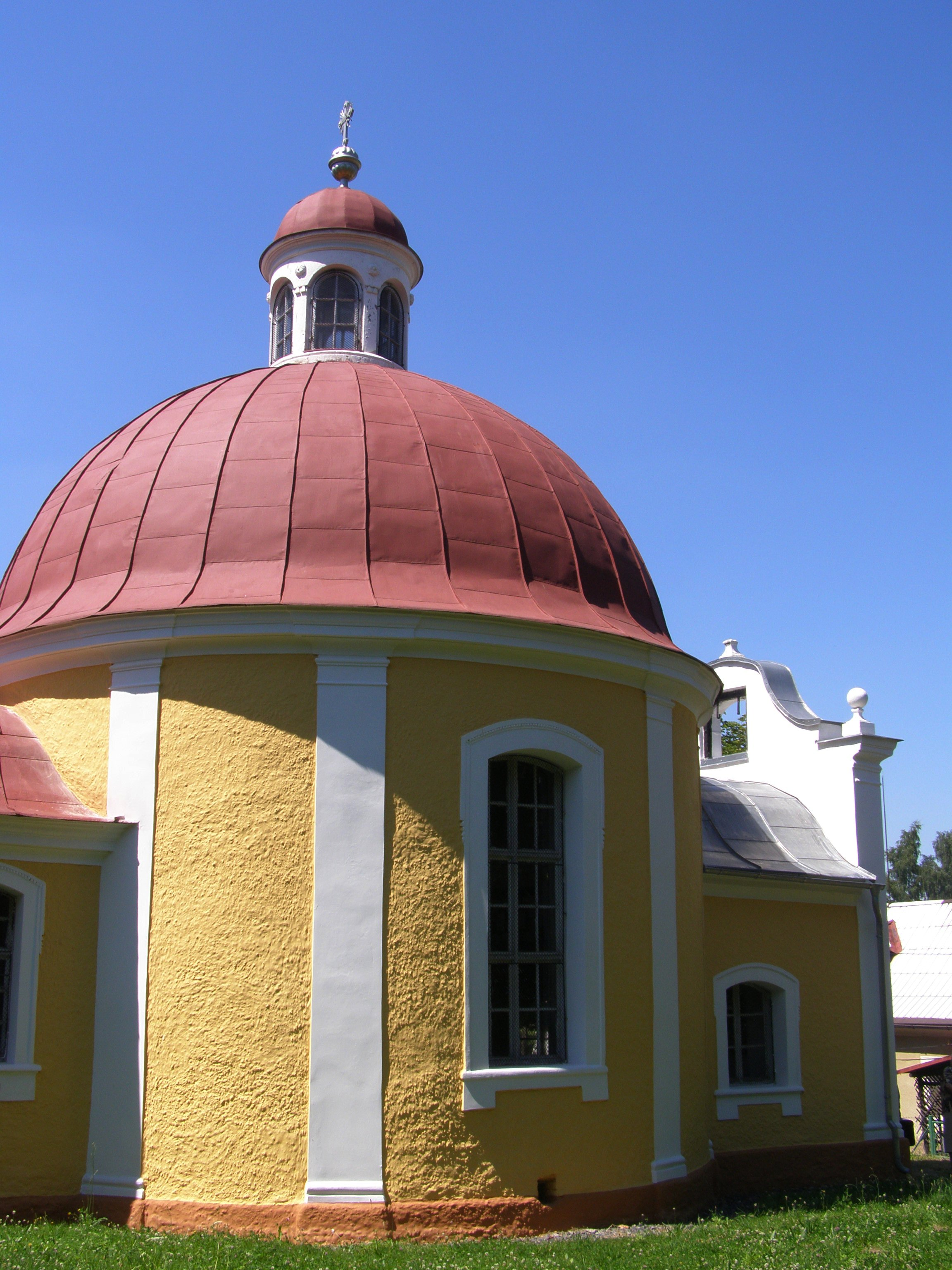
Kaple Jana Nepomuckého

Nejstarší písemná zmínka o obci je z roku 1385, kdy je zmiňován místní šlechtic Heynecke z Černous. Obec byla po dlouhá léta v držení různých rodů drobné venkovské šlechty – postupně se zde vystřídali: Rackwitzové, Kottwitzové, Gersdorfové, Miltitzové a Shweinichenové. V letech 1663–1664 panství odkoupili Gallasové. V té době, po třicetileté válce, žilo v obci 39 osob. Pro obec byl katastrofou požár roku 1671 a protireformační akce z roku 1677, kdy misionáři a vojáci zde žijící vesničany uvěznili. Obyvatelé sice tehdy naoko katolickou víru přijali, po osmi dnech ale uprchli do Lužice. I přesto se obec vzpamatovala a roku 1790 v ní bylo 32 usedlostí, jejichž obyvatelé převážně pracovali na poplužním dvoře Clam-Gallasů.
Po celou tuto dobu byly Černousy ve stínu blízké obce Ves, dokonce neměly ani vlastní kostel a školu. Situace se změnila až v poslední čtvrtině 19. století, kdy se po otevření železniční trati spojující Frýdlant a Zhořelec staly Černousy poslední stanicí na české straně a logickým dopravním centrem pro celé okolí. Kvůli dopravním možnostem se zde také rozšířil dřevozpracující průmysl – v roce 1891 byla v Boleslavi zahájena první výroba panelových dřevostaveb v Čechách (společnost Christov & Unmack), po požáru v roce 1915 přesunutá blíže k železniční trati do Černous. Mezistátní železniční přeprava dosáhla vrcholu v roce 1950, kdy po trati projížděl nákladní vlak téměř každé dvě hodiny.
1. září 1990 se Černousy osamostatnily po svém desetiletém spojení s Višňovou, osady Ves a Boleslav zůstaly jejich součástí.

## Pamětihodnosti
- Kaple sv. Jana Nepomuckého
- Barokní zámeček – vystavěn Filipem Josefem Clam-Gallasem pro letní pobyt jeho rodiny, tento zámek byl v roce 1808 rozšířen a po roce 1838 byl používán správou clam-gallasovského hospodářství. Od roku 1886 zde byly pořádány Německým horským spolkem pro Jizerské a Ještědské hory chlapecké tábory. V roce 1984 bylo jižní křídlo zámečku zbořeno.
- Přírodní rezervace Meandry Smědé

## Doprava
Obec leží na železniční trati 037 z Liberce přes Frýdlant do polského Zawidówa. Úsek z Černous do Zawidówa je používán jen pro nákladní dopravu. Do obce zajíždějí i autobusy dopravce ČSAD Liberec.